# Charles Schweinfurth
Charles Schweinfurth (13 d'abril de 1890 - 16 de novembre de 1970) va ser un botànic i col·leccionista de plantes estatunidenc que es va distingir pels seus estudis sobre les orquídies. Va recol·lectar principalment espècies del Perú que va descriure a la seva obra de referència de quatre volums Orchids of Peru (1958). Va ser investigador del Museu botànic de la Universitat Harvard, i director de l'Ames Orchid Herbarium on, el 1958, va ser succeït per Leslie Andrew Garay.

## Vida
Schweinfurth va néixer a Brookline, Massachusetts el 1890, fill de Mary Frances i Julius Adolphe Schweinfurth, un destacat arquitecte. El 1909 Schweinfurth va ingressar a la Universitat Harvard on es va llicenciar en química, encara que el seu treball de curs incloïa diversos cursos de biologia com ara botànica taxonòmica. Malgrat un atac de poliomielitis que va deixar el seu braç dret lleugerament paralitzat, es va graduar cum laude el 1913 i va ingressar a l'escola de postgrau de Harvard.
El 1914 va agafar un treball cuidant les col·leccions d'orquídies vives d'un professor de Harvard, Oakes Ames. Ames va reconèixer la seva intel·ligència i habilitats i el va acceptar com el seu assistent personal. Aviat havia adquirit les habilitats d'un orquidòleg dedicat. Ames el va tenir fent un treball independent sobre les orquídies de les Filipines, del mont Kinabalu a Borneo i en algunes de diverses illes del Pacífic. Posteriorment, va treballar en les orquídies d'Amèrica Central, en particular Hondures, Costa Rica i Panamà. El 1922, James Francis Macbride el va convidar a unir-se al "Flora of Peru Project" ("Projecte Flora del Perú"), i Schweinfurth va assumir les Orchidaceae per la seva part. Això finalment va conduir al seu magnum opus les Orchids of Peru (Orquídies del Perú)

## Publicacions seleccionades
- 1925. New or noteworthy species of Orchids from the American tropics amb Ames, Oakes, Schedulae Orchidianae, No.8, pp. 1 – 91
- 1939. Notes on a remarkable collection of orchids from Panama. Botanical Museum Leaflets, Harvard University
- 1967. Orchidaceae of the Guayana Highland

### Llibres
- Ames, Oakes; Hubbard, F. T. and Schweinfurth, Charles. (1936). The Genus Epidendrum in the United States & Middle America. Botanical Museum Cambridge, Massachusetts.
- 1958. Orchids of Peru. Chicago Natural Hist. Museum. Publication 837, 868, 885, 913. 4 vols. ISBN 0-608-02118-0

## Honors i homenatges
- 1958 Catedràtic honorari de la Universitat Nacional de San Marcos al Perú
- 1962 una càtedra honorífica de la Universitat Nacional de San Antonio Abad a Cuzco, Perú
- 1966 escollit membre d'honor per la Societat Colombiana d'Orquideologia[5]

Les plantes següents han rebut el nom de Schweinfurth en el seu honor:
Gèneres
- Cischweinfia Dressler & N.H.Williams, 1970[6]

Espècies
- Rhynchopera schweinfurthii (Garay, 1954) Szlach. & Marg. 2001,[7] originalment Pleurothallis schweinfurthii[8]